# Abby Carlton
Abby Carlton is een personage uit de Amerikaanse soapseries The Bold and the Beautiful en zusterserie The Young and the Restless. Abby werd geboren in 2000 en werd eerst gespeeld door de zusjes Reinherz, voornamelijk door Morgan Reinherz. in 2003 werden ze vervangen door de zusjes Pace, na een maand verdween Abby een drietal maanden van het scherm en keerde terug in december 2003 en werd toen twee jaar verouderd. Darcy Rose Byrnes werd de nieuwe Abby. Tot eind 2004 had Abby een vrij beperkte rol, maar haar rol werd groter van begin 2005 tot begin 2007, daarna verdween ze weer uit beeld tot juni 2007 toen ze van tijd tot tijd terugkeerde. Gezien haar ouders gescheiden zijn en ze nu in Los Angeles en Genoa City wonen maakt ze optredens in beide series.

## Personagebeschrijving
Abby is de dochter van Ashley Abbott en Victor Newman. Ashley had het sperma van Victor gestolen in een spermabank omdat ze wanhopig een kind van Victor wilde hebben. Jaren eerder was ze zwanger van Victor maar voerde toen een abortus uit. Tegen iedereen zei ze dat ze naar een spermabank geweest was en kort daarna trouwde ze met Brad Carlton, die Abby adopteerde en haar behandelde alsof ze zijn eigen vlees en bloed was. Abby kwam per ongeluk achter de waarheid toen haar moeder naar een video keek die ze opgenomen had toen ze kanker had. Ze probeerde een band op te bouwen met Victor, maar nadat ze van een paard viel wilde ze niet meer naar de ranch van Victor gaan. Ze is Brad altijd als haar vader blijven zien.
Begin 2007 ging Ashley voor Jabot International werken in Hongkong en ze nam Abby met zich mee. In juni 2007 verhuisde Ashley met Abby naar Los Angeles om daar voor Forrester te gaan werken.